# Georges d'Arradon
Georges d'Arradon, né en 1562 à Baud, mort en 1596 à Vannes, fut évêque de Vannes de 1590 jusqu'au 31 mai 1596. Il est frère de Jérôme d'Arradon, seigneur de Quinipily et Gouverneur d'Hennebont, de René d'Arradon, Gouverneur de Vannes, de Christophe d'Arradon seigneur de Camors et de Louis d'Arradon seigneur de La Grandville (ce dernier, commandant alors une troupe de Ligueurs, est mort en 1597 près du château de Quimerc'h en Bannalec lors d'un combat l'opposant à des royalistes commandés par le baron de Molac). 

## Biographie
Georges d'Arradon est un des cinq fils de René d'Arradon seigneur de Kerdréan, Qinipily, Camors, Botblezven, La Grandville, chevalier du roi et de Claude de Guého, selon Barthélémy Pocquet, c'est « le troisième par rang d'âge, mais le premier par l'intelligence des frères de ce nom ».
Bien que l'on ne sache rien de son éducation, il semble qu'il est titulaire d'une licence in utroque jure. Seigneur du Plessis en Caudan, il est d'abord conseiller au parlement de Bretagne (1587-1590) avant de rejoindre le « Parlement de la Ligue » à Nantes en janvier 1590. S'étant résolument tourné vers le catholicisme, il devient abbé commendataire de l'abbaye Notre-Dame de Melleray en 1587 . Très favorable à la Ligue, il est nommé évêque de Vannes par le chapitre de chanoines  « à la sollicitation » de Philippe-Emmanuel de Lorraine duc de Mercœur le 13 février 1590. Il reçoit sa confirmation du Saint-Siège le 10 mars 1593. Dans la ligne du Concile de Trente, il sollicite les Jésuites pour ouvrir un collège à Vannes. Il meurt prématurément le 31 mai 1596 et est inhumé dans sa cathédrale.
Georges d'Arradon envoie secrètement des lettres au roi d'Espagne Felipe II. Dans une lettre en latin (dévoilée par Gaston de Carné en 1899), il dénonce la supplique des États de Bretagne du 4 août 1532 faite à François Ier, supplique qu'il juge sans valeur, du fait des pressions militaires et des actes de corruption exercés par le Royaume de France,[source secondaire nécessaire].